# Berezivske, Popasna
Berezivske (în ucraineană Березівське) este localitatea de reședință a comunei Berezivske din raionul Popasna, regiunea Luhansk, Ucraina.

## Demografie
Componența lingvistică a localității Berezivske
     Ucraineană (79,65%)
     Rusă (20,15%)
     Alte limbi (0,2%)
Conform recensământului din 2001, majoritatea populației localității Berezivske era vorbitoare de ucraineană (79,65%), existând în minoritate și vorbitori de rusă (20,15%).